# Androgenresistenz
Die Androgenresistenz ist ein Phänomen, bei dem aufgrund einer Mutation im Erbgut des männlichen Menschen der Androgenrezeptor nur unzureichend funktioniert, das heißt, genetisch ist das Individuum ein Mann (XY-Geschlechtschromosomen), die Geschlechtsorgane sind teils männlich, teils weiblich ausdifferenziert, und es werden auch Androgene gebildet; der Wirkungsort dieser Hormone, der Androgenrezeptor, funktioniert jedoch unzureichend oder gar nicht.
Es ist eine Unterteilung der Androgenresistenz in 3 Untergruppen gebräuchlich, die die Restfunktion der vorhandenen Androgenrezeptoren beschreibt:
1. minimale Androgenresistenz (Mild androgen insensitivity syndrome, MAIS),
2. partielle Androgenresistenz (Partial androgen insensitivity syndrome, PAIS), das sogenannte Reifenstein-Syndrom
3. komplette Androgenresistenz (Complete androgen insensitivity syndrome, CAIS), das Syndrom der testikulären Feminisierung

## Minimale Androgenresistenz
Dieses Ausprägungsstadium der Androgenresistenz ist durch ein normales männliches Aussehen der Personen gekennzeichnet. Lediglich eine verminderte Bart- und Körperbehaarung, Androgenmangelsymptome (verminderte Androgenrezeptor-Aktivität) sowie eventuell eine Gynäkomastie können auffällig sein und auf die Erkrankung hindeuten. Die Spermatogenese kann beeinflusst sein. Meist werden diese Personen durch einen unerfüllten Kinderwunsch auffällig. Eine hormonelle Therapie ist in der Regel nicht notwendig; der Infertilität wird durch assistierte Befruchtungsverfahren („künstliche Befruchtung“, IVF) begegnet.
Medizinisch kann das MAIS durch eine Diagnose des Androgenrezeptors erfolgen. Hormonwerte wie LH und FSH können zur Diagnose führen. Abzugrenzen sind dabei auch die psychischen Symptome, welche der Krankheit ADHD-PI sehr ähnlich sind.

## Partielle Androgenresistenz – Reifenstein-Syndrom/Gilbert-Dreyfus-Syndrom
Bei dieser Ausprägung existiert kein einheitliches klinisches Bild. Symptome wie die oben beschriebene Gynäkomastie, Hypospadie, ein kleiner Penis (Mikropenis), eine Azoospermie oder/und Lageveränderungen der Hoden (z. B. Kryptorchismus oder Leistenhoden) sind Zeichen des Phänomens und weisen den Weg zur Diagnose. Endgültige Sicherheit bringt jedoch nur eine DNA-Analyse des Androgenrezeptors.

## Komplette Androgenresistenz – Syndrom der testikulären Feminisierung
Die komplette Androgenresistenz (testikuläre Feminisierung) ist die Maximalausprägung dieses Phänomens. Dem Individuum fehlt die Aktivität des Testosteronrezeptors vollständig; die Ausbildung männlicher Geschlechtsmerkmale (Penis, Behaarungstypus etc.) unterbleibt vollständig, die Personen wachsen als Mädchen auf. Sie werden meist in der Pubertät auffällig, wenn das Einsetzen der sekundären Körperbehaarung und die Menarche ausbleiben. Die dann anfallenden Untersuchungen ergeben dann bei normalem weiblichem äußerem Genitale eine kurze Scheide, ein Fehlen der Gebärmutter, der Eierstöcke und der Eileiter sowie einen männlichen (XY)-Karyotyp in der genetischen Untersuchung. Des Weiteren sind Hoden vorhanden, die wie bei der partiellen Androgenresistenz lageverändert sind.
Bisher existiert keine kausale Therapie der kompletten Androgenresistenz. Die Hoden des Mädchens sollten bis nach der Pubertät belassen werden. Hiermit wird die ausreichende Versorgung des Körpers mit (aus Testosteron gebildeten) Östrogenen, die zur Ausbildung des normalen weiblichen Erscheinungsbildes notwendig sind, sichergestellt. Nach der Pubertät werden diese jedoch meist entfernt, da ihre Lage ein höheres Risiko einer malignen Entartung (Krebsentstehung) bedingt. Nach Entfernung muss jedoch eine Östrogensubstitution durchgeführt werden. Die Frauen können wegen der nicht vorhandenen Eierstöcke nicht schwanger werden.
Da die Patientinnen sich als Frau erfahren und auch so erzogen werden, ist die Aufklärung über das Phänomen ein strittiges Thema. Tatsächlich stehen hier das Recht der Wahrheitsfindung der Frau über ihre Infertilität einerseits und das Problem einer schweren Identitätskrise, wenn die Frau erfährt, genetisch „eigentlich ein Mann zu sein“, in problematischem Zusammenhang. In der wissenschaftlichen Literatur finden sich Forderungen nach sexualmedizinisch spezialisierter, kontinuierlicher Beratung und frühzeitiger Aufklärung sowohl der Eltern als auch des Kindes sowie ein Gebot der Beachtung der Individualität des betroffenen Kindes und möglicher Anzeichen von Rollenunsicherheiten bzw. einer beginnenden Geschlechtsdysphorie.